# Skepparkrans

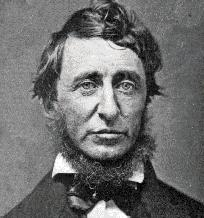
Henry David Thoreau.

Skepparkrans är när skägget är hopvuxet med polisongerna och följer käklinjen, vilket bildar en slags krans längs käkbenet och hakan och som först var populärt bland sjömän och fiskare på 1800-talet. Det blev mode på 1960- och 1970-talen samt blygsamt återkommande bland intellektuella på 1990-talet. 